# Bad Rotenbrunnen

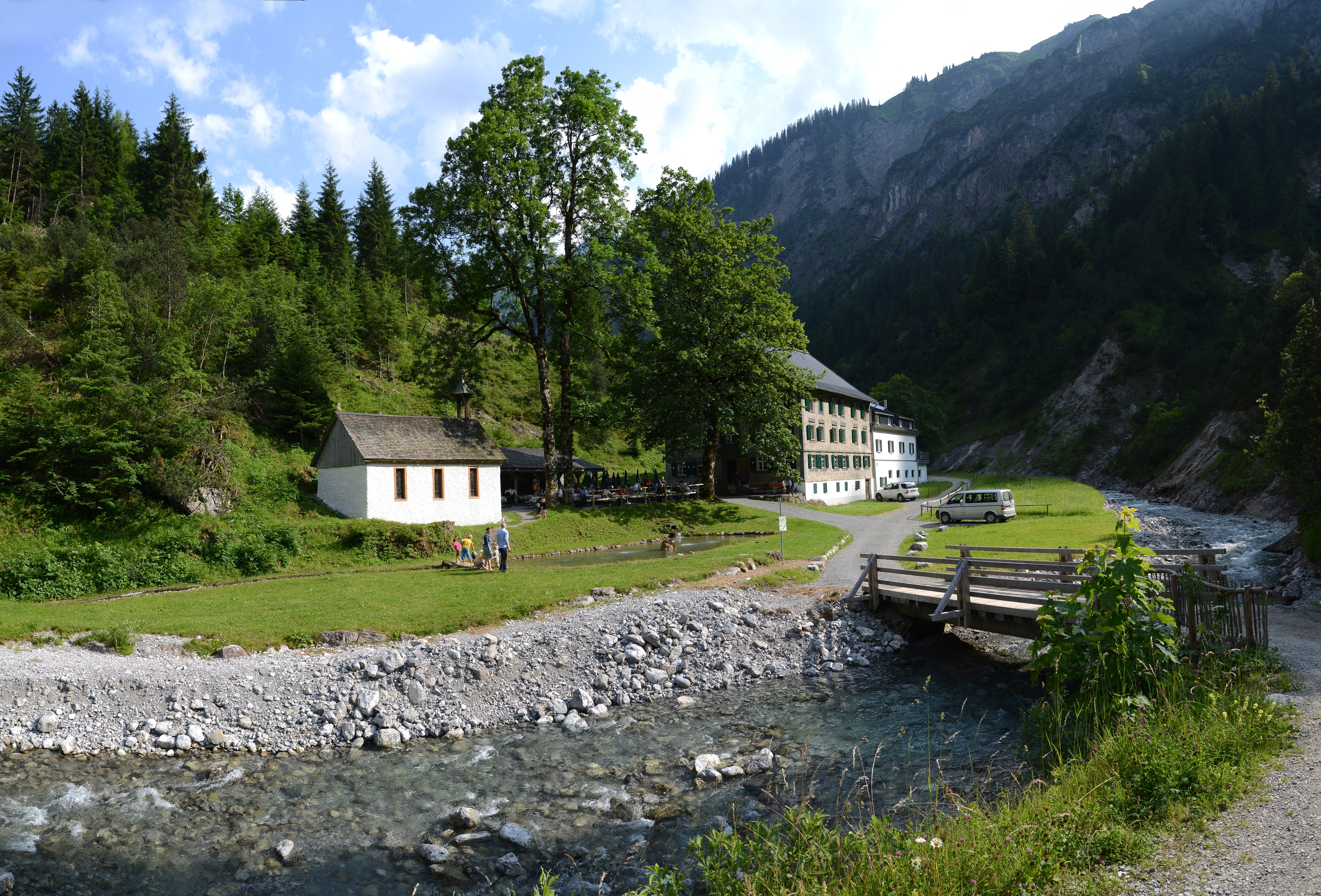
Bad Rotenbrunnen in Sonntag im Großen Walsertal in Vorarlberg.

Bad Rotenbrunnen (auch „Rottenbrunnen“ bzw. „Rothenbrunnen“ oder lateinisch „Balneum rubenum“, 1010 m ü. A.) ist ein in Sonntag, Ortsteil Buchboden, im Gadental, in (Vorarlberg, Österreich) liegendes Heilbad und liegt in der Parzelle „Bad Rotenbrunnen“ am Matonabach (in den Kartenwerken auch als Madonabach oder Rotenbrunnenbach bezeichnet). Heute ist es ein Gasthof und Seminarhaus.
Bad Rotenbrunnen, mit der dort befindlichen Kapelle (Maria Heimsuchung), ist ein denkmalgeschütztes Objekt.

## Namensgebung
Bad Rotenbrunnen hat den Namen vom hier entspringenden Heilwasser, welches auf den in diesem befindlichen Gegenständen einen rot-braunen Ansatz hinterlässt.

## Geschichte
Die erste urkundliche Erwähnung von Bad Rotenbrunnen als Heilbad ist aus dem Jahr 1460 überliefert. Der genaue Beginn der Nutzung der Heilquelle in Bad Rotenbrunnen ist nicht bekannt. Es ist hierzu eine Sage überliefert. Ulrich Ellenbog (1435–1499) erwähnte das Bad in einem Traktat über Bäder das „Baneum rubenum“ und der Reformator Johannes Bernhardi (1490–1534) aus Schlins wählte 1521 das Pseudonym „Hanns Walser zum Roten Brunnen“ und es gab das Badebüchlein aus dem Jahr 1651, nach welchem die Heilquelle von Bergleuten in früher Zeit bereits verwendet wurde.
Dieses Badebüchlein wird 1651 von Laurentius Gruebenmann, Physikus in Ravensburg herausgegeben, der für den damaligen Eigentümer des Bades, den Abt, Dominikus I. Laymann (1598–1673), aus dem Kloster Weingarten, „Rothen Brunnen“ besichtigte, das Heilwasser probierte und examinierte sowie verschiedene Heilungen berichtete. Das Kloster Weingarten hatte u. a. das Bad 1648 gekauft. Bereits 1643 findet sich in einer Handschrift von Frater Damian, dem Stiftsapotheker des Klosters Weingarten, eine erste Untersuchung des Heilwassers.
1666 wurde von Pater Gabriel Bucelin moniert, dass Mann und Frau „ohne Unterschied und Diskretion“ im Bad verkehren.
Im Zuge der Säkularisation des Klosters Weingarten 1802/03 verlor dieses die Herrschaft Blumenegg und Bad Rotenbrunnen wurde an Johann Anton Bischof aus Buchboden (Gemeinde Sonntag) verkauft. 1810 erwarb das Bad der Wirt des Gasthof Krone, Anton Müller, aus Sonntag, der auch durch die Beauftragung eines Arztes und eines Priesters für das medizinische und das Seelenheil seiner Gäste sorgte. Um 1860 war Konradin Moser „Baddirektor“ und sorgte zusammen mit seiner Schwester, Susanna, für die Gäste. Als Konradin Moser 1886 verstarb, wurde der Besitz um 2500 Gulden versteigert (Schätzwert 12.000 Gulden). Am 29. September 1901 wurde der Besitz von Franz Anton Bertel aus Buchboden gekauft und im selben Jahr um 7000 Gulden an eine Miteigentumsgemeinschaft verkauft, die erhebliche Mittel zur Renovierung einbrachten, so dass das Bad 1902 wieder eröffnet werden konnte. Während der Zeit des Ersten Weltkriegs wurde das Bad an August Weil aus Zürich verkauf, dessen Witwe veräußerte es 1954 an Anton Fenkart (gestorben 1975), der es umbaute und als Ferien- und Ausflugsziel für Wanderer etablierte und ein vom Matonabach angetriebenes, kleines Kraftwerk errichtete. Mit der Übernahme des Gebäudeensembles durch die Familie Bitsche wurde das Kraftwerk neu gebaut. Es leistet bis zu 900 kW, versorgt seit Dezember 2005 Bad Rothenbrunnen und speist überschüssigen Strom ins Netz ein.
1908 wird eine Monografie zum Bad Rotenbrunnen von Pfarrer Hartmann aufgelegt unter dem Pseudonym „Montanus“.

## Badebetrieb und Heilquelle

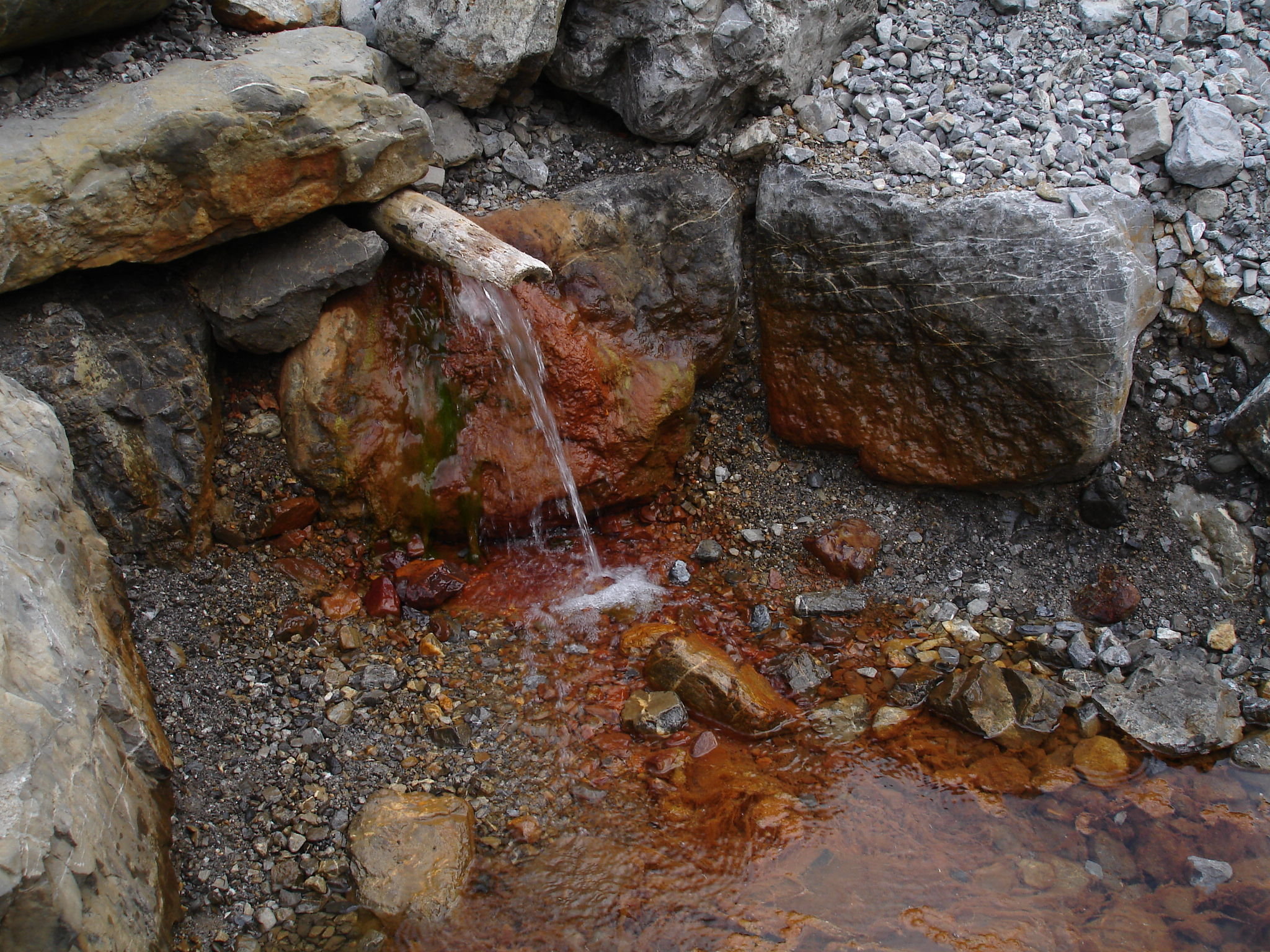
Eisenhaltige Quelle 200 m südlich von Bad Rotenbrunnen

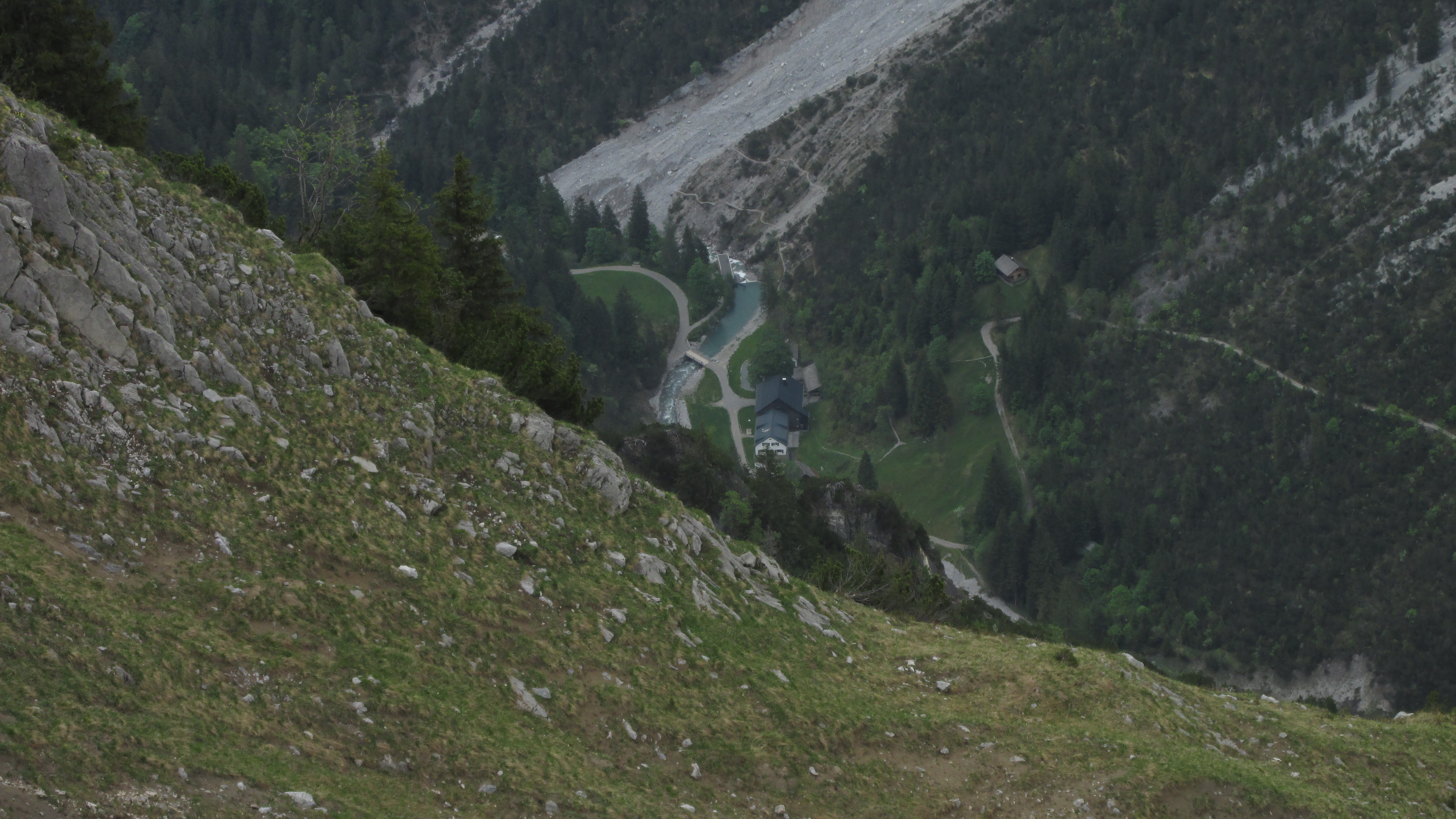
Bad Rotenbrunnen mit der Fassung für das Wasserkraftwerk von der Wangspitze (1873 m) aufgenommen

Bei den ursprünglich sieben Heilquellen handelte es sich um kalte eisenhaltige Quellen (Stahlbad), die gesammelt wurden. Besonders bemerkenswert am Heilwasser ist der hohe Anteil an schwefelsaurem Kalk (Gips) und der großen Menge an festen Rückständen, eine Zusammensetzung, die sich bei keiner anderen untersuchten Heilquelle in Vorarlberg findet. Die Quellen entspringen etwa 500 m südlich, oberhalb des Bad Rotenbrunnen, am Ufer des Matonabachs.
Die erste Hochzeit des Bades lag etwa in der Mitte des 19. Jahrhunderts.
Das Heilwasser soll bei chronischen Hautausschlägen, Hypochondrie, Hysterie, Steinbeschwerden, Hämorriden, Anomalien und Menstruationsbeschwerden helfen.
Heute wird die Heilquelle nicht mehr gewerblich genutzt, es werden saisonal F.-X.-Mayr-Kuren und Massagen unter ärztlicher Aufsicht angeboten.
Im Hauptgebäude befindet sich ein etwa von Mai bis Oktober geöffneter Gasthof.

## Geographie / Topographie

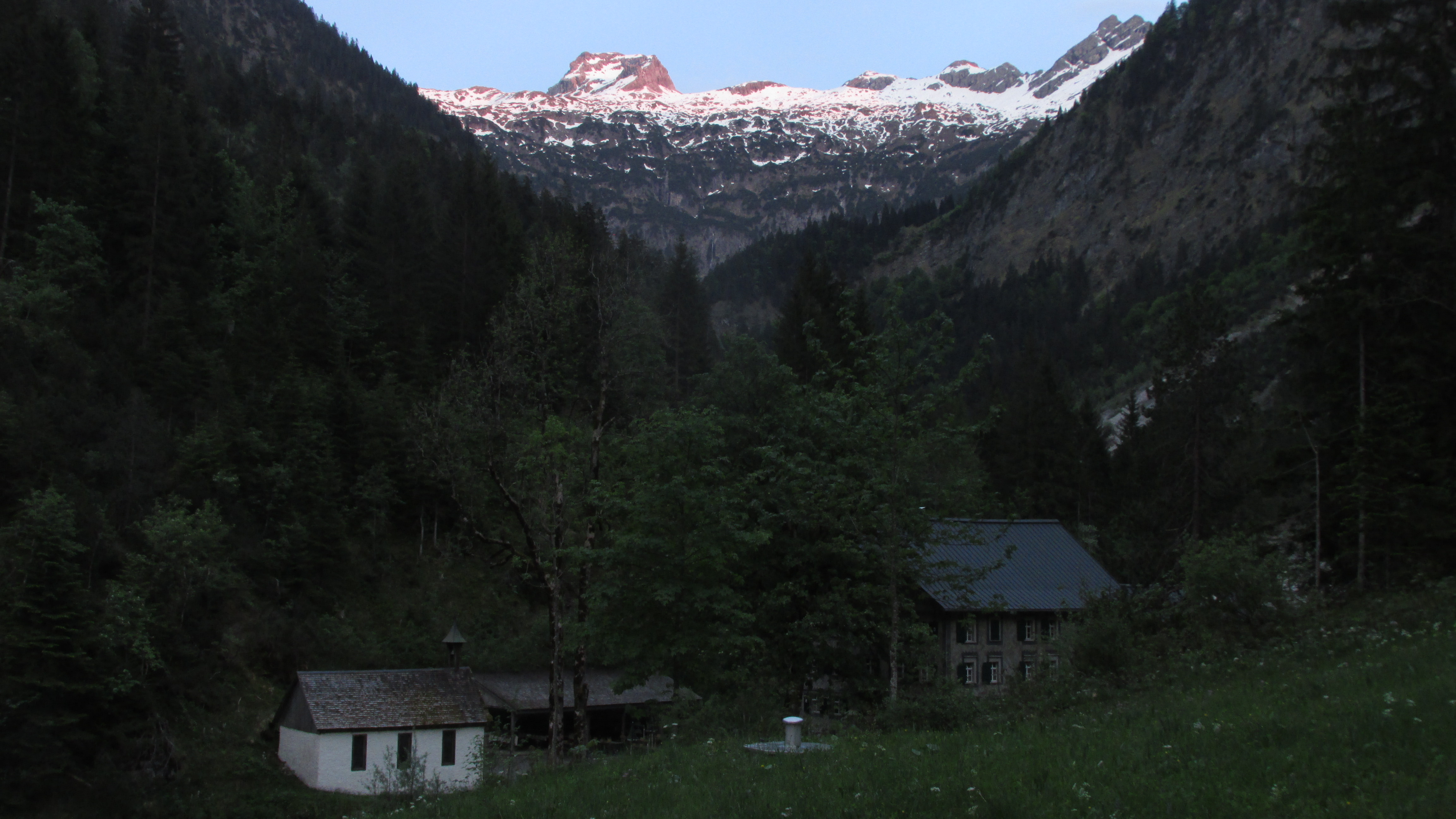
Bad Rotenbrunnen mit dem Talschluss des Gadentals. Dieser wird vom noch schneebedeckten Gadnergschröf und dem darüber in der Abendsonne thronenden Misthaufen gebildet.

Bad Rotenbrunnen liegt östlich des Rotenbrunnenbachs, taleinwärts etwa 2 km hinter Buchboden und hat die Anschrift Buchboden 29. Das Bad liegt etwa in der Mitte des Gemeindegebiets von Sonntag, etwa 6 km vom Zentrum des Dorfes und somit weit abseits des besiedelten Gebietes der Gemeinde Sonntag, etwa 15 km Luftlinie vom Stadtzentrum von Bludenz und etwa 35 km vom Bodensee entfernt. Das Anwesen ist vom öffentlichen Parkplatz an der Straße Buchboden–Metzgertobelalpe auf einem gut ausgebauten Wanderweg, der etwa 100 Höhenmeter überwindet, in etwa 25 Minuten zu erreichen. Bis zu diesem Parkplatz ist motorisierter Individualverkehr ins hintere Große Walsertal gestattet. Für Fahrten weiter taleinwärts sind Sondergenehmigungen erforderlich. 
Ringsum befindet sich der Biosphärenpark Großes Walsertal.
Rund 300 m südlich vom heutigen Standort von Bad Rotenbrunnen entfernt findet sich die Parzelle „Badhütta“. Nördlich von Bad Rotenbrunnen befinden sich der Rotenbrunnenwald (auch: Rotenbrunnenwold), westlich der Duftwold.
Hinter dem Bad in südlicher Richtung erstreckt sich auf 1550 Hektar das Europaschutzgebiet Gadental.

## Kapelle
1687 wurde nordwestlich des Badhauses eine Kapelle errichtet, welche einen älteren Bildstock ersetzte. Die Kapelle wurde in der Biedermeierzeit (etwa 1835) abgetragen. Es wurde im Gästehaus von Bad Rotenbrunnen einige Jahre eine Hauskapelle eingerichtet, bis dann 1860 eine neue Kapelle gebaut wurde.
In der Kapelle befand sich ein Marienbild, welches von Stift Weingarten gewidmet wurde mit der Inschrift: Die hl. Jungfrau und ihr liebstes Kindlein. Sowie der Vermerk am andern Ende: Renoviert 1747. 1882 wurden ein neuer Altar eingebaut sowie Kreuzwegstationen angebracht. Das Marienbild verschwand um diese Zeit und wurde nicht mehr aufgefunden.

## Wandern und Bergsteigen
Das Gebiet um Bad Rotenbrunnen bietet reichhaltige Wandermöglichkeiten. Im Sommer werden, nach Voranmeldung, einige Wanderbusse zu diversen Almen in der Umgebung angeboten. Vom öffentlichen Parkplatz (912 m) an der Lutz sind zum einen Wanderungen ins hinterste Große Walsertal zur Metzgertobelalpe und weiter zur Biberacher Hütte, zur Hochkünzelspitze oder weiter nach Schröcken, sowie zum Zitterklapfen, die über längere Strecken über einen – für den allgemeinen Verkehr gesperrten – asphaltierten Güterweg führen, möglich. Eine lange Rundtour führt von Bad Rotenbrunnen über das Muttawangjoch (2027 m), über die Alpschellaalpen und die Metzgertobelalpe, ab letzterer den Güterweg durch das Große Walsertal benutzend, zurück zum Parkplatz. Wenige Gehminuten östlich des Parkplatzes liegt die Kessanaschlucht, eine Klamm, die die Lutz aus einem quer im Tal liegenden Felsriegel herausfräste. Von Bad Rotenbrunnen kann man in 5 Stunden über das Muttawangjoch zur Göppinger Hütte gelangen. Weitere Aufstiege führen auf den Misthaufen (5 Stunden), oder auf die Wangspitze (1873 m, 3 Stunden, Übergang über das Wangjöchle ins Hutlatal, durch welches man nach Buchboden zurück gelangt, möglich).